# Онисим (візантійський єпископ)
Онисим або Онисим з Візантія (грец. Ονήσιμος Βυζαντίου, ? — 95) — 3-й єпископ Візантійський, апостол від сімдесяти і християнський святий. Відомий також як Святий Онисим.

## Біографія
Онисим жив у місті Колоси у Малій Азії і був невільником-поганином у багатого чоловіка Филимона, який став християнином. Одного разу Онисим, провинившись перед Филимоном, зі страху перед карою втік до Рима, де в той час св. Павло перебував у в'язниці і проповідував Христову науку. Апостол Павло у Посланні  до Филимона заступається за Онисима. Під впливом св. апостола Онисим прийняв св. Хрещення та згідно Послання до Колосян (Кол. 4:9) був співробітником апостола Павла. 
Згодом Филимон простив Онисимові провину і відпустив його на волю. Відтоді Онисим ревно допомагав св. Павлові у його апостольській праці. Він разом з Тихіком відніс листа св. Павла до колосян. Перед смертю св. Павло висвятив Онисима на єпископа Верії. Покинувши у 67 році Рим, Онисим проповідував Христову віру в Греції і країнах Малої Азії. Був єпископом м. Візантія (Константинополя). У часі царювання імператора Траяна святий Онисим був схоплений і приведений на суд до єпарха Тертилли.
Загинув мученицькою смертю 95 року, його жорстоко побили камінням і потім усікли голову мечем.
День пам'яті святого апостола Онисима — 28 лютого.